# Tomás Vaquero
Tomás Vaquero (Pirassununga, 26 marzo 1914 – Campinas, 2 agosto 1992) è stato un vescovo cattolico brasiliano.

## Biografia
Tomás Vaquero nacque il 26 marzo 1914 a Pirassununga.
Iniziò gli studi presso il Grupo Escolar Coronel Franco e il Grupo Escolar della Escola Normal de Pirassununga. In seguito, frequentò il seminario minore Santa Maria a Campinas e studiò filosofia presso il seminario “Immacolata Concezione di Ipiranga” a San Paolo. Fu poi inviato a Roma per gli studi di teologia presso la Pontificia Università Gregoriana, la Pontificia accademia di San Tommaso d'Aquino e il Pontificio Collegio Pio Brasiliano ottenendo il  baccalaureato e la licenza in teologia dogmatica.

### Ministero sacerdotale
Fu ordinato presbitero nella Basilica di San Giovanni in Laterano dall'arcivescovo Luigi Traglia il 12 aprile 1941.
Tornato in Brasile, fu nominato professore di filosofia presso il seminario centrale di Ipiranga a San Paolo dal 1942 al 1949 e professore di liturgia presso l'Instituto Sedes Sapientiae, insegnando anche presso la Pontifícia Universidade Católica de Campinas. Fu direttore dell'Academia de Letras “Padre José de Anchieta” e cappellano per le suore Figlie di Maria Immacolata dal 1943 al 1949. Nel 1950 fu nominato segretario e direttore della facoltà di filosofia, scienze e lettere del corso di biblioteconomia e professore di filosofia e lettere per la facoltà di economia fino al 1959. Fu infine nominato economo e vicario foraneo della parrocchia San Giuseppe a Mogi Mirim fino al 1963.

### Ministero episcopale
Il 2 luglio 1963 papa Paolo VI lo nominò vescovo di São João da Boa Vista. Ricevette l'ordinazione episcopale il 15 agosto seguente, per imposizione delle mani dell'arcivescovo Paulo de Tarso Campos. Prese possesso della diocesi il 1º settembre successivo.
Fu padre conciliare durante il Concilio Vaticano II, partecipando a tre delle quattro sessioni.
Durante il suo ministero si prodigò per attuare le riforme conciliari e negli anni vide aumentare il numero delle vocazioni al sacerdozio nella diocesi, anche grazie all'apertura del nuovo seminario e mostrandosi sempre disponibile verso tutti e attento alle necessità spirituali e materiali dei più bisognosi, guadagnando nel tempo una grande stima presso i fedeli e lasciando nella memoria collettiva il ricordo di un pastore di grande carità e generosità.
Resse la diocesi per 27 anni e mezzo, ritirandosi per raggiunti limiti d'età il 23 gennaio 1991.
Morì in odore di santità a Campinas il 2 agosto 1992 all'età di 78 anni.

## Processo di canonizzazione
Il processo di canonizzazione di monsignor Vaquero venne ufficialmente aperto il 22 gennaio 2021, con una celebrazione nella cattedrale di San Giovanni Battista di São João da Boa Vista durante la quale ricevette il titolo di servo di Dio, primo passo del processo di beatificazione.

## Genealogia episcopale e successione apostolica
La genealogia episcopale è:
- Cardinale Scipione Rebiba
- Cardinale Giulio Antonio Santori
- Cardinale Girolamo Bernerio, O.P.
- Arcivescovo Galeazzo Sanvitale
- Cardinale Ludovico Ludovisi
- Cardinale Luigi Caetani
- Cardinale Ulderico Carpegna
- Cardinale Paluzzo Paluzzi Altieri degli Albertoni
- Papa Benedetto XIII
- Papa Benedetto XIV
- Papa Clemente XIII
- Cardinale Bernardino Giraud
- Cardinale Alessandro Mattei
- Cardinale Pietro Francesco Galleffi
- Cardinale Giacomo Filippo Fransoni
- Cardinale Carlo Sacconi
- Cardinale Edward Henry Howard
- Cardinale Mariano Rampolla del Tindaro
- Cardinale Rafael Merry del Val
- Arcivescovo Duarte Leopoldo e Silva
- Arcivescovo Paulo de Tarso Campos
- Vescovo Tomás Vaquero

La successione apostolica è:
- Arcivescovo Dadeus Grings (1991)
- Vescovo Luís Gonzaga Bergonzini (1992)